# ابن حسام الخسفي
مولانا محمد بن حسام الدين حسن شمس الدين محمد خسفي (وُلد في خسف)، المعروف بابن حسام، شاعر إيراني توفي سنة 875 هـ. ومن مؤلفاته: دلائل النبوة، ونسب نامة، وخفاران نامه، وديوان الشريم، ونثر نظم العلي. ويضم ديوانه قصائد على هيئة قصائد رثاء ومرثية وتسميطة. تأثر في شعره بأنوري ، وزهير الفاريابي، وخاقاني، وسلمان سافجي. ومن أهم أعماله كتاب خوران نامه الذي ألفه تقليداً لشاهنامة الفردوسي . ابن حسام عضو في الدوائر الأدبية الشيعية في خراسان، ومن بينهم السليمي التوني (ت. 854م)، والأذري الإسفراييني، ولطف الله النيشابوري (ت. 812م). ديوان ابن حسام الخسفي حرره ونشره أحمد أحمدي البيرجندي. يقول الشيخ محمد باقر الغزاري البرجندي في كتابه كبريت الأحمر في منبر القاشد، نقلًا عن حسام واعظ صاحب تاريخ قاهيستان، أن ابن حسام، بعد أن بلغ من العمر 92 عامًا، وكان بعد أداء واجبات الطاعة والعبادة، يكسب رزقه بالزراعة والكتابة، ولم يأكل المحرمات والمشبوهات منذ صغره، ولم يطمع في والديه أو طلابه، توفي في الثالث والعشرين من ربيع الأول سنة 873. 